# Andrew Lesnie
Andrew Lesnie (Sydney, 1º gennaio 1956 – Sydney, 27 aprile 2015) è stato un direttore della fotografia australiano.
Stretto collaboratore di Peter Jackson, nel 2002 ha vinto il Premio Oscar per la migliore fotografia per Il Signore degli Anelli - La Compagnia dell'Anello.
È scomparso nel 2015 all'età di 59 anni a seguito di un attacco cardiaco.

## Filmografia parziale

### Direttore della dotografia
- The Comeback, regia di Kit Laughlin (1980)
- Fair Game, regia di Mario Andreacchio (1986)
- Dark Age, regia di Arch Nicholson (1987)
- I delinquenti (The Delinquents), regia di Chris Thomson (1989)
- L'adorabile svampita (The Girl Who Came Late), regia di Kathy Mueller (1991)
- Le tentazioni di un monaco (Temptation of a Monk), regia di Clara Law (1993)
- Babe - Maialino coraggioso (Babe), regia di Chris Noonan (1995)
- Ladri per amore (Two If By Sea), regia di Bill Bennett (1996)
- Patsy Cline (Doing Time for Patsy Cline), regia di Chris Kennedy (1997)
- Babe va in città (Babe: Pig in the City), regia di George Miller (1998)
- The Sugar Factory, regia di Robert Carter (1999)
- Il Signore degli Anelli - La Compagnia dell'Anello (The Lord of the Rings: The Fellowship of the Ring), regia di Peter Jackson (2001)
- Il Signore degli Anelli - Le due torri (The Lord of the Rings: The Two Towers), regia di Peter Jackson (2002)
- Il Signore degli Anelli - Il ritorno del re (The Lord of the Rings: The Return of the King), regia di Peter Jackson (2003)
- Corrispondenza d'amore (Love's Brother), regia di Jan Sardi (2004)
- King Kong, regia di Peter Jackson (2005)
- Io sono leggenda (I Am Legend), regia di Francis Lawrence (2007)
- Amabili resti (The Lovely Bones), regia di Peter Jackson (2009)
- L'ultimo dominatore dell'aria (The Last Airbender), regia di M. Night Shyamalan (2010)
- L'alba del pianeta delle scimmie (Rise of the Planet of the Apes), regia di Rupert Wyatt (2011)
- Lo Hobbit - Un viaggio inaspettato (The Hobbit: An Unexpected Journey), regia di Peter Jackson (2012)
- The Turning - segmento Reunion, regia di Simon Stone (2013)
- Lo Hobbit - La desolazione di Smaug (The Hobbit: The Desolation of Smaug), regia di Peter Jackson (2013)
- Healing, regia di Craig Monahan (2014)
- Lo Hobbit - La battaglia delle cinque armate (The Hobbit: The Battle of the Five Armies), regia di Peter Jackson (2014)
- The Water Diviner, regia di Russell Crowe (2014)

### Attore
- The Long and Short of It, regia di Sean Astin - cortometraggio (2002)